# Júlia Pinheiro
Júlia Eduarda Santos Afonso Martins Pinheiro Pêgo (Lisbona, 6 ottobre 1962) è una conduttrice televisiva e scrittrice portoghese.

## Carriera
Júlia Pinheiro nasce a Lisbona il 6 Ottobre del 1962. È cresciuta ad Almadan ed è stata compagna di scuola di José Manuel Durão Barroso, oltre che dei musicisti António Manuel Ribeiro e Tim.In seguito entra alla Nuova Università di Lisbona dove consegue la laurea in Lingue e letterature moderne e, successivamente, presso l'Universidade Católica Portuguesa, un diploma post laurea in Comunicazione Sociale. Un giorno, vicino all'Avenida de Berna, mentre va in facoltà, vede il corteo che seguiva Papa Giovanni Paolo II in visita a Lisbona e affascinata dal lavoro del reporter José Augusto Marques, decide, quindi, di entrare nel mondo del giornalismo.
Inizia la sua carriera professionale come tirocinante nel PSR, dove conosce i colleghi Fernando Alves e Emídio Rangel.Nel 1984 si sposta a Radio Renascença, dove rimane fino al 1992, arrivando a presentare la Walk of the Fortune / Game of Mala.
Fonda la rivista Máxima, con la redattrice Maria Antónia Palla. Arriva in televisione nel 1983, come presentatrice del programma Somos Nessa, trasmesso su RTP.Si trasferisce poi a all'emittente SIC dove presenta il programma Praça Pública. Seguono altri programmi, come Só para Inteligentes, SIC 10 Horas, ANoite da Má Língua(dove ha un particolare successo), Sons of the Nation, Mr World, SIC 11 Hours, Martian Nights e Still Two by Three. Nel 2002 torna all'emittente pubblica RTP per un breve periodo, in concomitanza con il ritorno di Emídio Rangel. Presenta i programmi Elo E Fraga, Gregos e Troianos e O Jogo da Espera. Nel 2003, si sposta a Televisão Independente dove diventa vicedirettrice e ha presenta diversi talk show e reality show, come A Grande Oportunidade, Eu Confesso,Quinta das Celebridades, Primeira Companhia, Circo das Celebridades, Canta Por Mim, O Meu Odioso e Inacreditável Noivo, Pedro, o Milionário, Casamento de Sonho, As Tardes da Júlia, Uma Canção Para Ti, Depois da Vida, Quem é o Melhor?, Factos em Directo e la prima edizione di Secret Story - Casa dos segredos.A Gennaio del 2011 torna a SIC come Direttrice di gestione e sviluppo di contenuti fino a Marzo del 2016, in cui diventa anche Direttrice esecutiva di contenuti per la stessa emittente. Attualmente dirige Sic Mulher e Sic Caras. Nel 2011 debutta con il programma giornaliero Dear Júlia.Presenta altri programmi comePeso Pesado, Splash! Celebridades e Sabadabadão, quest'ultimo condotto con João Baião. Tra il 2014 e il 2018 insieme a João Paulo Rodrigues presenta il programma Queridas Manhãs.Attualmente conduce il programma pomeridiano Júlia per la SIC.

## Pubblicazioni
Scrive articoli per i giornali:
- Máxima(O Que Diz Júlia)
- Lux(Minha Querida Júlia)
- 24 Horas
- Activa

Ha anche una sua rivista online chiamata Júlia de bem con a Vida.
Scrive diversi libri dopo Não sei nada sobre o amor (Aprile 2009), come Um Castigo Exemplar (2015). Il libro O Que Diz...Júlia(2001) è una raccolta dei racconti che scrive sulla rivista Máxima per tre anni. È editrice della rivista Activa.

## Televisione
Come Presentatrice
| Anno            | Nome                                                     | Canale |
| 2018 - presente | Júlia                                                    | SIC    |
| 2014 - 2018     | Queridas Manhãs con João Paulo Rodrigues                 | SIC    |
| 2014            | Sabadabadão con João Baião                               | SIC    |
| 2013            | Splash! Celebridades- 2.ª Edizione con Rui Unas          | SIC    |
| 2013            | Splash! Celebridades- 1.ª Edizione con Rui Unas          | SIC    |
| 2011            | Peso Pesado - 1.ª Edizione                               | SIC    |
| 2011 - 2014     | Querida Júlia                                            | SIC    |
| 2010            | Secret Story - Casa dos Segredos - 1.ª Edizione          | TVI    |
| 2010            | Depois da Vida                                           | TVI    |
| 2009            | Uma Canção Para Ti - 3.ª Edizione con Manuel Luís Goucha | TVI    |
| 2009            | Uma Canção Para Ti - 2.ª Edizione con Manuel Luís Goucha | TVI    |
| 2008            | Uma Canção Para Ti - 1.ª Edizione con Manuel Luís Goucha | TVI    |
| 2007 - 2010     | As Tardes da Júlia                                       | TVI    |
| 2007            | Casamento de Sonho                                       | TVI    |
| 2006 - 2007     | Doutor Preciso de Ajuda                                  | TVI    |
| 2006            | Canta Por Mim                                            | TVI    |
| 2006            | Pedro, o Milionário                                      | TVI    |
| 2006            | Meu Odioso e Inacreditável Noivo                         | TVI    |
| 2006            | Circo das Celebridades                                   | TVI    |
| 2005            | 1.ª Companhia - 2.ª Edizione                             | TVI    |
| 2005            | 1.ª Companhia - 1.ª Edizione                             | TVI    |
| 2005            | Quinta das Celebridades- 2.ª Edizione                    | TVI    |
| 2004            | Quinta das Celebridades- 1.ª Edizione                    | TVI    |
| 2003 - 2004     | Diário da Manhã                                          | TVI    |
| 2003            | A Grande Oportunidade                                    | TVI    |
| 2003            | Rosa Choque                                              | TVI    |
| 2003            | Eu Confesso                                              | TVI    |
| 2002            | Melhor é Impossível                                      | RTP    |
| 2002            | O Elo Mais Fraco                                         | RTP    |
| 2002            | Gregos e Troianos                                        | RTP    |
| 2002            | O Jogo da Espera                                         | RTP    |
| 2002            | Às Duas Por Três                                         | SIC    |
| 2001            | Noites Marcianas                                         | SIC    |
| 1999 - 2001     | SIC 11 Horas/SIC 10 Horas                                | SIC    |
| 1999            | Cantigas do Maldizer                                     | SIC    |
| 1998            | Mr World                                                 | SIC    |
| 1997 - 1998     | SOS SIC                                                  | SIC    |
| 1997            | Filhos da Nação                                          | SIC    |
| 1994 - 1997     | A Noite da Má Língua                                     | SIC    |
| 1995            | Só Para Inteligentes                                     | SIC    |
| 1992 - 1994     | Praça Pública                                            | SIC    |
| 1981            | Estamos Nessa                                            | RTP    |

Altri
| Anno        | Programma                                                    | Canale |
| ----------- | ------------------------------------------------------------ | ------ |
| 2004        | Matrimonio Reale - Principe Felipe di Spagna e Letizia Ortiz | TVI    |
| 2011        | Querida Júlia - Speciale Matrimonio Reale di William e Kate  | SIC    |
| 2013 - 2014 | Querida Júlia - Sextas Mágicas                               | SIC    |
| 2017        | Speciale SIC 25 Anni                                         | SIC    |
| 2018        | Speciale Matrimonio Reale: Principe Harry e Meghan           | SIC    |

Come attrice
| Anno      | Nome                                             | Personaggio                     | Produzione |
| 2016      | Rainha das Flores                                | Partecipazione Speciale         | SIC        |
| 2015-2016 | Poderosas                                        | Partecipazione Speciale         | SIC        |
| 2015      | Mar Salgado                                      | Partecipazione Speciale         | SIC        |
| 2015      | Sal (Episodio "O Salvador")                      | Partecipazione Speciale         | SIC        |
| 2005      | Doce Fugitiva                                    | Partecipazione Speciale         | TVI        |
| 2001      | O Último Natal                                   | Partecipazione Speciale         | SIC        |
| 2001      | O Espírito da Lei- Episodio "Prova de Amizade"   | Partecipazione Speciale         | SIC        |
| 2001      | O Segredo                                        | Partecipazione Speciale         | SIC        |
| 2000      | Uma Aventura (Episodio "Uma Aventura em Lisboa") | Alzira- Partecipazione speciale | SIC        |

Come concorrente
| Anno | Nome                           | Personaggio | Produzione |
| 2011 | Chamar a Música (2.ª edizione) | Concorrente | SIC        |

Presentazioni Eventi
| Anno                 | Evento                                                   | Produzione |
| 2018                 | Speciale - Matrimonio Reale                              | SIC        |
| 2014                 | Queridas Manhãs- Speciale Benfica (Finale Europa League) | SIC        |
| 2013                 | Special Viv’ó Benfica                                    | SIC        |
| 2013                 | Querida Júlia- 2.º Anniversario                          | SIC        |
| 2012                 | Speciale Capodanno                                       | SIC        |
| 2012                 | Speciale Natale                                          | SIC        |
| 2012                 | Gala per 20.° anniversario SIC                           | SIC        |
| 2012                 | Speciale SIC 20 Anni                                     | SIC        |
| Dal 2011 e 1996-2001 | Consegna Premi ai Golden Globes                          | SIC        |
| 2011                 | SIC 19 Anni- Parabéns a Você                             | SIC        |
| 2011                 | Matrimonio reale - William e Kate d'Inghilterra          | SIC        |
| 2010                 | Gala di Natale TVI 2010                                  | TVI        |
| 2010                 | Gala Nicolau Breyner- 50 anni di carriera                | TVI        |
| 2010                 | Gala Somos Portugal                                      | TVI        |
| 2009                 | Quem é o Melhor?                                         | TVI        |
| 2008                 | Gala del Cinema e Fiction Nazionale                      | TVI        |
| 2008                 | Factos em Direto (Programma speciale)                    | TVI        |
| 2004                 | Matrimonio Reale - Felipe e Letizia                      | TVI        |
| 2002                 | Giudice nel programma Academia de Estrelas               | TVI        |

## Radio
| Anno      | Nome             |
|           | RDP 1            |
| 1984-1992 | Rádio Renascença |
|           | Rádio Nostalgia  |

## Vita privata
È sposata con Rui Pêgo, con cui ha tre figli: due gemelle, Matilde e Carolina, e un maschio, Rui Maria Pêgo (ex presentatore del programma Curto-Circuito sul canale televisivo SIC Radical). Dice, in un'intervista, che le sarebbe piaciuto diventare un'archeologa. Vive con la sua famiglia a Lisbona.